# 潘自强
潘自强（1936年6月1日—2022年1月19日），湖南益阳人，辐射防护和环境保护专家，中国工程院院士，中国核工业集团公司科技委研究员。

## 生平
1957年，北京大学技术物理系毕业。历任中国科学院原子能研究所实习研究员、助理研究员、副研究员，中国科学院核物理研究所研究员、研究室主任，核工业部安全卫生防护局局长、研究员，中国核工业总公司安防环保卫生部主任、科技委员会副主任，兼任中国原子能研究院研究员、博士生导师。1978年加入中国共产党。国家环保总局核环境专家委员会副主任、国家核安全专家委员会委员、中国辐射防护学会副理事长、国际放射防护委员会委员、国际原子能机构放射性废物管理顾问委员会委员、联合国原子辐射效应科学委员会中国代表、香港核学会名誉会长。1996年获得美国保健物理学会最高学术奖——“摩尔根学者奖”1997年，当选中国工程院院士。
2022年1月19日在北京市去世。